# Quantità (fonologia)
In fonologia e metrica, la quantità è un tratto prosodico relativo alla lunghezza o alla brevità dei fonemi. Avendo carattere fonologico, non coincide obbligatoriamente con la durata fisica dei foni (una singola elocuzione può infatti essere in sé stessa veloce o lenta).
In greco antico e in latino, l'opposizione tra vocali brevi e lunghe aveva rilievo sul piano del significato. Ad esempio, in latino vĕnit (con e breve) significa viene, mentre vēnit (con e lunga) significa venne. Il passaggio dal latino alle lingue romanze determinò l'abbandono di questa opposizione: la metrica accentuale, comune alle principali lingue moderne, tende piuttosto a considerare l'accento e il numero delle sillabe.

## In greco e latino
Nel greco antico, come del resto nella lingua latina, una sillaba può essere lunga o breve. Più precisamente:
- la quantità è lunga, se la parte vocalica della sillaba è costituita da una vocale lunga (η, ω, α lunga, ι lunga, υ lunga) o da un dittongo (ου, ει);
- la quantità è breve, se la parte vocalica della sillaba è costituita da una vocale breve (ε, ο, α breve, ι breve, υ breve).[2]

I dittonghi αι e οι in fine di parola sono però generalmente considerati brevi ai fini dell'accentazione.